# Vanquish (film)
Pour les articles homonymes, voir Vanquish.
Pour plus de détails, voir Fiche technique et Distribution.
Vanquish est un film américain coécrit et réalisé par George Gallo, sorti en 2021,.

## Synopsis
Victoria, ancienne transporteuse dans le milieu de la drogue russe, tente d'oublier son ancienne vie et d'élever sa fille. Elle est aide à domicile d'un ancien policier, héros de sa ville. Malheureusement, il n'est pas aussi clean qu'il y paraît. Elle va devoir faire attention.

## Fiche technique
Sauf indication contraire, les informations mentionnées dans cette section peuvent être confirmées par la base de données cinématographiques IMDb,  présente dans la section « Liens externes ».
- Titre original : Vanquish
- Réalisation : George Gallo
- Scénario : Samuel Bartlett et George Gallo, d'après une histoire de Samuel Bartlett
- Musique : Aldo Shllaku
- Décors : Joe Lemmon
- Costumes : Melissa Vargas
- Photographie : Anastas N. Michos
- Montage : Yvan Gauthier
- Production : Nate Adams, David E. Ornston et Richard Salvatore

Coproduction : Yvan Gauthier et Joe Lemmon
Production déléguée : Barry Brooker, George Gallo, Gary Leff, Julie Lott, Christian Mercuri, Roman Viaris-de-Lesegno et Stan Wertlieb
- Sociétés de production : March On Productions et Capstone Group
- Société de distribution : Lionsgate (États-Unis)
- Pays d'origine :  États-Unis
- Langue originale : anglais
- Format : couleur
- Genre : thriller
- Durée : 96 minutes
- Date de sortie :
  - États-Unis : 16 avril 2021
  - France : 24 novembre 2021 (en DVD[3])

## Distribution
- Ruby Rose (VF : Vanessa Van-Geneugden) : Victoria
- Morgan Freeman (VF : Benoît Allemane) : Damon
- Patrick Muldoon (VF : Maurice Decoster) : Agent Monroe
- Nick Vallelonga (VF : Constantin Pappas) : Stevens
- Julie Lott : Gouverneur Ann Driscoll
- Ekaterina Baker : Galyna
- Joel Michaely : Rayo
- Paul Sampson : B.J.
- Chris Mullinax (VF : Philippe Vincent) : Kehoe
- Bill Luckett (VF : Patrice Dozier) : Père Thomas

## Production
Le tournage a lieu à Biloxi au Mississippi, entre septembre 2020 et janvier 2021,,.